# ジョアンナ・グリセズ
ジョアンナ・グリセズ（Joanna Grisez、1996年10月5日 - ）は、フランスの女子ラグビー選手。

## プロフィール
- フランス出身。
- 身長 165cm、体重 56kg

## 略歴
2021年、東京五輪の7人制女子フランス代表に選ばれた。
2024年、パリ五輪の7人制女子フランス代表に選ばれた。